# Laguna del Inca
Laguna del inca es el nombre dado a una laguna ubicada en la cordillera de los Andes en la zona de Portillo, ubicada en la provincia de Los Andes, Región de Valparaíso, en Chile.

## Descripción
La laguna tiene forma ovalada con un eje mayor de 4 km y un ancho que varía entre 400 m y 700 m. Está ubicada a 3200 m s. n. m.: 311  Su emisario conduce sus aguas a través del río Juncal.

## Historia
Francisco Solano Asta-Buruaga y Cienfuegos escribió en 1899 en su obra póstuma Diccionario Geográfico de la República de Chile sobre el río:
Inca (Laguna del).-—Notable depósito de agua dulce que se halla cerca de la cumbre de los Andes, a la extremidad oriental del departamento de San Felipe, e inmediato al ONO. del boquete de Uspallata, elevándose su superficie 2,961 metros sobre el nivel del Pacífico. Cortan su centro el paralelo 32° 48′ y el meridiano 70° 11′ y mide su largo de norte a sur unos cinco kilómetros y su ancho poco menos de uno. Ocupa el fondo de una abra ceñida de altas sierras nevosas, llamada la del lado oeste Alto de la Laguna, que lo forman agrestes y escarpadas márgenes y derraman en ella el copioso derretimiento de sus nieves. Es bastante profunda, y desagua por su extremo austral por un emisario que va á caer á corto trecho en la margen norte del río Juncal, á 2,318 metros de altitud, y que es atravesado por el camino que pasa por aquel boquete. Se supone que en la dirección de este camino tuvieron intervención los Incas o antiguos emperadores del Perú, y de ahí la denominación de la laguna.

### Leyenda
Cuenta la leyenda que existió un lago en el incanato que representó las penas de amor del inca Illi Yupanqui y que, según las tradiciones, sería la laguna actualmente conocida como la Laguna del inca en la Cordillera de Los Andes.
Según la leyenda, en esta laguna Illi Yupanqui lloró todas sus penas cuando la princesa inca Kora-lle murió al sufrir un accidente al estar cumpliendo una tradición para su matrimonio. Allí fue dejado el cuerpo de la princesa, y se dice que en ese momento la laguna se volvió color esmeralda, teñido por el color de los ojos que el hijo del Sol no pudo más despertar. También se dice que en ciertas noches de invierno todavía se puede oír los lamentos del inca.

## Población, economía y ecología
El acceso a la orilla de la Laguna del inca está restringido en temporada de invierno por razones de seguridad; esto ha provocado polémica entre quienes insisten que debiera ser de libre acceso público, argumentando que las lagunas no son privadas y que debe ser de acceso público. 
Sin embargo, como laguna de alta montaña, su ribera es irregular y muy diferente a una laguna del valle. No existe una playa delimitada, puesto que según las condiciones climáticas de cada temporada invernal y la cantidad de nieve acumulada, el nivel de la laguna aumenta o disminuye, la mayoría de las veces congelándose en placas de diferente grosor y densidad, con zonas de hielo frágil. Sus orillas no son de arenas, sino de rocas en morrenas de piedra suelta con pendientes inestables que se esconden bajo capas de hielo y nieve en invierno. 
Con fecha 7 de octubre de 2013, el Ministerio de Bienes Nacionales informó: «Resulta manifiesta que la denominada "Laguna del Inca", en términos legales, es una laguna de las conceptualizadas en los artículos 20 y 35 del Código de Aguas, es decir, no navegable por buques de más de 100 toneladas, a cuyo respecto no hay derechos de aprovechamiento de sus aguas, siendo su álveo o cauce y sus riberas de dominio fiscal, no constituyendo, por tanto, un bien de uso público al que pueda resultar aplicable la disposición del artículo 13 del D.L. 1939 de 1977, para la fijación de un camino de acceso a la misma. Consecuente con lo expuesto, a juicio de este Servicio no resulta procedente en la especie disponer la fijación de una vía de acceso a la Laguna del Inca por los terrenos de propiedad de Ski Portillo S. A. a través de la aplicación de la norma Art. 13 del D.L. 1939 de 1977». 
Para poder admirar el paisaje de esta laguna y sus montañas, en invierno existe una zona delimitada al costado del hotel principal donde es posible tomar fotografías del entorno desde un terreno seguro y estable.
No existe un acceso libre, y el Hotel Portillo limita la observación a un diminuto espacio que no interfiera con las pistas de esquí.
En temporada de verano se puede pescar pequeñas truchas Fario allì ( Salmo Trutta Fario). Sin problemas de acceso pues no hay nieve que lo impida.